# Never Never Love
Never Never Love è un singolo del gruppo musicale britannico Simply Red, il terzo estratto dall'album Life nel 1996.

## Video musicale
Il videoclip del brano vede la partecipazione delle attrici britanniche Stephanie Beacham e Billie Whitelaw.

## Tracce
1. Never Never Love (7" Radio Mix) – 4:05
2. Fairground (Live) – 5:45
3. You Make Me Believe (Merv's Amazon Mix) – 4:47
4. Groovy Situation (Live) – 4:57

## Classifiche
| Classifica (1996) | Posizione massima |
| ----------------- | ----------------- |
| Australia         | 42                |
| Europa            | 93                |
| Regno Unito       | 18                |
| Ungheria          | 7                 |